# Edulcorante

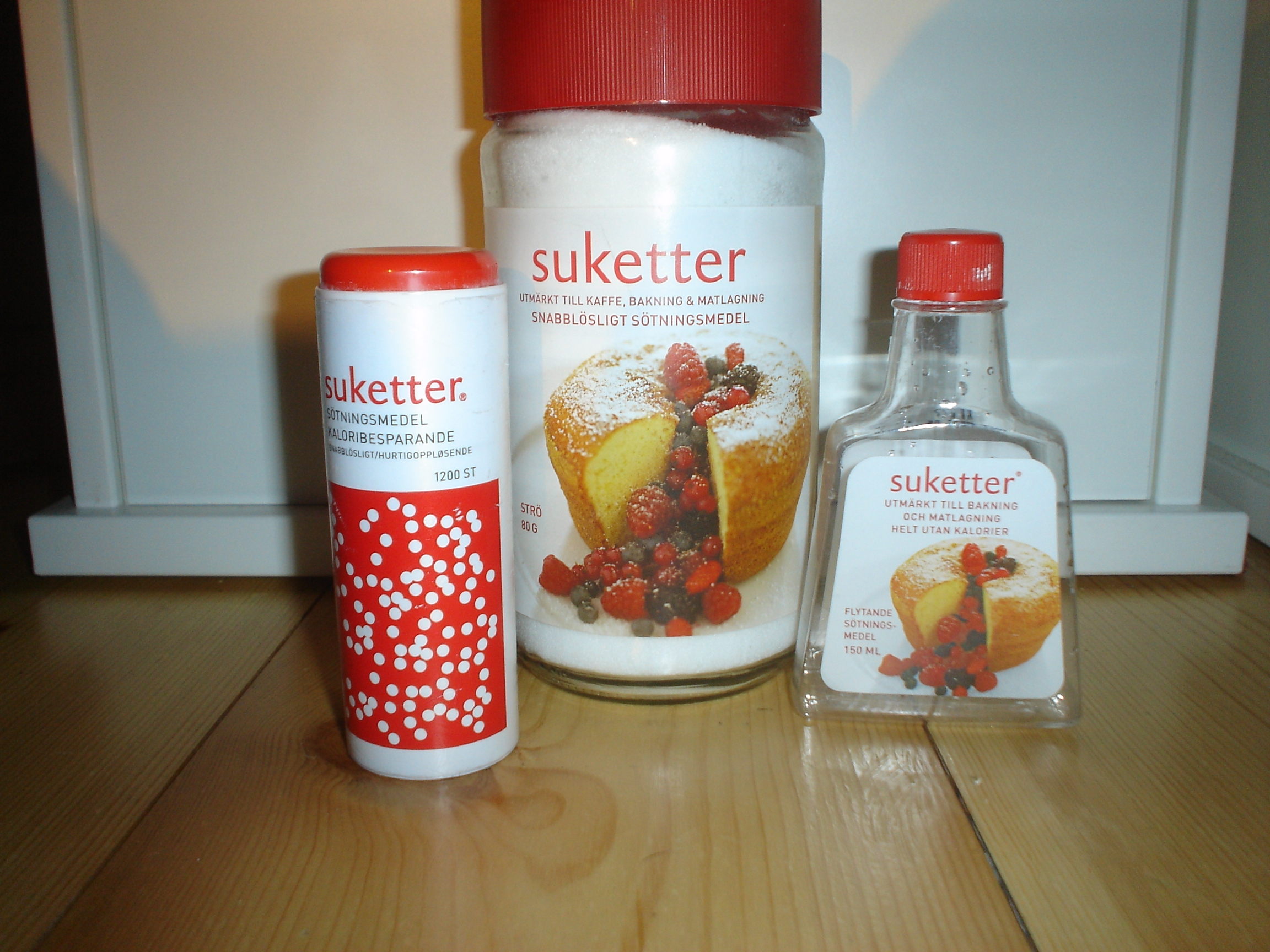
Varias presentaciones comerciales de edulcorante: en polvo, comprimidos y gotas.

Un edulcorante es una sustancia natural o artificial que sirven para aportar sabor dulce a un producto o alimento. Se agrega a un alimento o bebida para impartir el sabor de la dulzura, ya sea porque contiene un tipo de azúcar o porque contiene un sustituto del azúcar de sabor dulce. Se han inventado muchos edulcorantes artificiales y ahora se usan en alimentos y bebidas producidos comercialmente. También existen edulcorantes naturales sin azúcar, como la glicirricina que se encuentra en el regaliz.
Su uso está regulado por el reglamento europeo 1333/2008, siendo considerados aditivos alimenticios con excepción de los monosacáridos, disacáridos u oligosacáridos utilizados por sus propiedades edulcorantes.
Por lo que lleva pequeñas cantidades de azúcar

## Lista de edulcorantes
- Azúcar
  - Glucitol
  - Sacarosa, o glucosa-fructosa, comúnmente llamada azúcar de mesa
    - Fructosa o azúcar de frutas
    - Glucosa o dextrosa
- Sustituto del azúcar o edulcorante artificial
  - sacarina
  - aspartamo
  - sucralosa
  - neotame
  - acesulfamo K (acesulfamo de potasio)
  - advantamo
- Siropes
  - Sirope de agave o néctar de agave
  - Miel de maple
  - Jarabe de maíz
    - Jarabe de maíz de alta fructosa (JMAF), utilizado industrialmente
- Miel de abejas.
- Edulcorante sin refinar